# Kabfah Boonmatoon
Kabfah Boonmatoon (tiếng Thái: คัพฟ้า บุญมาตุ่น, sinh ngày 12 tháng 3 năm 1987), còn được biết với tên đơn giản Fah (tiếng Thái: ฟ้า) là một cầu thủ bóng đá người Thái Lan thi đấu ở vị trí tiền vệ tấn công cho câu lạc bộ Giải bóng đá Ngoại hạng Thái Lan Sukhothai.

## Sự nghiệp quốc tế
Vào tháng 11 năm 2009 anh được triệu tập vào đội hình Thái Lan tham gia Đại hội Thể thao Đông Nam Á 2009.

### Quốc tế
Tính đến 3 tháng 4 năm 2016
| Đội tuyển quốc gia | Năm  | Số trận | Bàn thắng |
| ------------------ | ---- | ------- | --------- |
| Thái Lan           | 2010 | 1       | 0         |
| Thái Lan           | Tổng | 1       | 0         |